# Mô tả Lưu trữ Tiêu chuẩn Quốc tế tổng quát
Mô tả Lưu trữ Tiêu chuẩn Quốc tế tổng quát viết tắt là ISAD(G) (General International Standard Archival Description) là chuẩn mực các yếu tố cần mô tả để hỗ trợ tìm kiếm lưu trữ, do Hội đồng Lưu trữ Quốc tế đưa ra, để thống nhất cách đăng ký một văn bản do công ty, tổ chức hay cá nhân khi đưa vào lưu trữ, nhằm tạo thuận lợi cho hỗ trợ tìm kiếm lưu trữ.

## Các mô tả
ISAD(G) định nghĩa một danh sách các phần tử và các quy tắc cho các mô tả của tài liệu lưu trữ và mô tả các loại thông tin mà phải và nên được bao gồm trong mô tả như vậy.
ISAD(G) xác định 26 yếu tố dữ liệu, trong đó có sáu là bắt buộc :
| Nr. | Tên phần tử                   | Tên gốc                           |
| --- | ----------------------------- | --------------------------------- |
| 1.  | Mã tham chiếu                 | Reference code                    |
| 2.  | Tiêu đề                       | Title                             |
| 3.  | Tên người tạo ra              | Name of Creator                   |
| 4.  | Ngày tạo ra                   | Dates of Creation                 |
| 5.  | Phần mở rộng của đơn vị mô tả | Extent of the Unit of Description |
| 6.  | Mức mô tả                     | Level of description              |

## Lịch sử
Sau những hoạt động ban đầu từ năm 1988 ICA được hỗ trợ bởi UNESCO, một phân nhóm của Ủy ban adhoc về Tiêu chuẩn mô tả đã thảo luận về dự thảo đầu tiên từ năm 1990. Phiên bản đầu tiên được phát hành vào năm 1993/94. Năm 2000, ICA đã công bố một phiên bản đã được điều chỉnh, các ấn bản thứ hai, đôi khi được viết tắt là ISAD(G)2 mà vẫn là tiêu chuẩn hiện hành.
ISAD(G) đã được thông qua như là một tiêu chuẩn của các thành viên khác nhau. Tại Mỹ, ví dụ, các địa phương thực hiện ISAD(G) được nêu trong "Describing Archives: A Content Standard (2006)".